# Estación Mariquina
Mariquina es una estación que está ubicada en la comuna chilena de Mariquina, en la Región de Los Ríos y que fue construida con Ferrocarril Central. Es parte de la Red Sur de la Empresa de los Ferrocarriles del Estado.

## Historia
La estación se llamaba originalmente Mailef, pero fue renombrada como Mariquina mediante decreto del 3 de febrero de 1951. Esta estación fue por un periodo de tiempo la punta de rieles de todos los servicios provenientes desde el norte, debido a que el resto de la red sur se encontró destruido después del Terremoto de Valdivia de 1960.
Actualmente es utilizada para armar convoyes de carga de la Planta CELCO Valdivia ubicada el sector noreste de la estación. Desde 6 de diciembre de 2005 se inaugura el Servicio Regional Temuco-Puerto Montt, pasa por el patio en donde coordina la movilización con el tráfico de cargueros. Se contempla la construcción de instalaciones para la detención del Regional Victoria-Puerto Montt.

## Servicios

### Carga
- Servicio de carga de Ferrocarril del Pacífico S.A. (Fepasa), para CELCO Valdivia.